# Arqa
Arqa (en árabe: عرقا‎) es un pueblo libanés cerca de Miniara en la gobernación de Akkar (Líbano).
Se encuentra a 22 km al noreste de Trípoli.
La ciudad es conocida por el Tell Arqa, un sitio arqueológico que se remonta al Neolítico.
Durante la Edad del Hierro, Irkhata fue una notable ciudad-estado.
Se menciona (como Irqata) en las cartas de Amarna (1360-1332 a. C.) de Egipto así como en documentos asirios.
La ciudad de Irqata envió 10 000 soldados a la coalición contra el rey asirio en la batalla de Qarqar (853 a. C.) cuando el ejército asirio, dirigido por el rey Salmanasar III, se encontró con un ejército aliado de doce reyes (coalición de pequeños reinos de Siria e Israel) en Qarqar, dirigido por Hadadezer (el rey de Damasco también llamado Hadad-idri e identificado como el monarca bíblico Ben-Hadad II) y Acab, rey de Israel. 
La ciudad romana se denominó Cesarea de Fenicia y Arca Cesarea.
Allí nació el emperador romano Alejandro Severo (208-235).
El antiguo obispado se convirtió en una doble sede católica titular (latina y maronita).
Durante las cruzadas hubo un castillo de importancia estratégica .